# Tom Clancy’s Rainbow Six: Lone Wolf
Tom Clancy’s Rainbow Six: Lone Wolf — видеоигра из серии компьютерных и видеоигр в жанре 3D-шутер Tom Clancy’s Rainbow Six. Она была разработана компанией Red Storm Entertainment для PlayStation и издана компанией Ubisoft в 2002 году.

## Обзор
Классическая история по произведениям Тома Клэнси, в которой игрок возглавляет элитный отряд спецназа по борьбе с международными террористами. Игровой сюжет построен на выполнении ряда заданий по обезвреживанию вооружённых террористических групп и ликвидации их баз. В процессе выполнения заданий, игрок раскроет заговор, ставящий мир под угрозу. В отличие от многих других игр, если игрок сделает ошибку, миссия будет провалена, как и в реальном мире.